# Vačice vlnatá
Vačice vlnatá (Caluromys philander) je vačice, která pochází z Jižní Ameriky.

## Vzhled
Průměrná délka těla je 41–68,5 cm, hmotnost 140–390 g. Délka ocasu je 25–40,5 cm. Tato střední vačice má hustou a hebkou srst na zadní straně červenohnědou, na bocích a na břiše žlutooranžovou nebo šedou. Na šedé hlavě má tři tmavě hnědé proužky. Chápavý ocas je pokryt srstí na cca. 1/3 délky.

## Způsob života
Žije v korunách stromů a téměř nikdy neslézá na zem. Žije v noci. Živí se ovocem, květinami, nektarem, hmyzem. Nejsou teritoriální, ale obvykle žijí v určité oblasti o velikosti 1,3–8,9 ha (velikost závisí na pohlaví a věku zvířete – největší území mají dospělé samice).

## Rozmnožování
Reprodukční cyklus této vačice není dobře známý. Těhotenství samice trvá 24 dní a v jednom vrhu bývá 1–7 mláďat. Samice krmí mláďata mlékem více než tři měsíce, a po cca. pěti měsících jsou mláďata plně soběstačná. Vačice se začínají množit ve věku 9 měsíců. Průměrná životnost ve volné přírodě je 3 až 4 roky, v zajetí žije až 5 let.

## Poddruhy
Vačice vlnatá je rozdělena na 4 poddruhy:
- C. philander affinis
- C. philander dichurus
- C. philander philander
- C. philander trinitatis

## Ohrožení a ochrana
Vačici vlnatou loví predátoři jako jsou hadi, kočky, oceloti, a stejně tak dravci, například harpyje krahujcová a sovy. Hlavní hrozbou je pro ní člověk, jelikož ničí deštné pralesy. Někteří ptáci obývají banánové plantáže a jí ovoce, čímž jsou pro tyto vačice považovány za škůdce. Celkový stav tohoto druhu je ale dobrý. Zvířata jsou malá, snadno se přizpůsobují novým životním podmínkám a nehrozí jim bezprostřední vyhynutí. V Červené knize ohrožených druhů Mezinárodního svazu ochrany přírody byl klasifikován jako LC (neohrožené/málo dotčené).